# Phyllomyza fuscogrisea
Phyllomyza fuscogrisea är en tvåvingeart som först beskrevs av Seguy 1933.  Phyllomyza fuscogrisea ingår i släktet Phyllomyza och familjen sprickflugor.
Artens utbredningsområde är Moçambique. Inga underarter finns listade i Catalogue of Life.